# Джастін Теру
Джа́стін Пол Теру́ (англ. Justin Paul Theroux, МФА: [θəˈroʊ]; нар. 10 серпня 1971, Вашингтон, США) — американський актор, сценарист, режисер, продюсер, найбільш відомий ролями у фільмах Девіда Лінча «Малголленд Драйв» і «Внутрішня імперія».

## Біографія
Джастін Теру народився в Вашингтоні, США в родині досвідченого юриста Юджина та журналістки, письменниці Філліс Теру. Його дядьки Пол — письменник-мандрівник, Александер — поет і Пітер — письменник.
Свої акторські здібності Теру почав проявляти під час навчання в школі Бакстон, Массачусетс. У Беннінгтонському коледжі отримав диплом за напрямками образотворче мистецтво та драматургія.
Після переїзду до Нью-Йорку Теру заробляв на життя малюванням та участю в оф-бродвейських спектаклях. Його акторська робота привернула увагу режисерки Мері Геррон, яка запросила його взяти участь в її біографічній драмі «Я стріляв у Енді Воргола». У 1997 через партнерку по театральній сцені Джинн Тріплгорн, з якою вони разом брали участь у виставі «Три сестри» за однойменною п'єсою Чехова, він знайомиться з Беном Стіллером, який надихає його на написання сценарію. За яким у 2008 вийшла комедійна стрічка «Грім у тропіках».
У 2001 вийшла стрічка Девіда Лінча «Малголленд Драйв». Актор отримав роль другого плану режисера Адама Кешера. На прослуховування Теру прибув одразу після перельоту, зі сплутаним волоссям і в чорному одязі. Образ сподобався режисеру, він навіть залишив його таким у фільмі.
Після роботи в комедійних стічках «Зразковий самець», «Ангели Чарлі: Тільки вперед», «Дюплекс» Теру знов працював під керівництвом Лінча. У його психологічному трилері «Внутрішня імперія» він зіграв кінозірку Девона Берка.
У 2007 актор дебютував як режисер комедійної стрічки «Посвята», яка була представлена на кінофестивалі «Санденс». Наступного року стало відомо, що Теру буде сценаристом фантастичної стрічки «Залізна людина 2».
Улітку 2013 актор приєднався до основного складу серіалу «Залишені». Він отримав роль начальника поліції, батька двох дітей, який намагається зберегти порядок. У 2016 вийшла в прокат комедія «Зразковий самець 2». Про участь Теру як сценариста стало відомо в 2010. Крім того він виконав роль злого ді-джея. У 2016 актор приєднався до озвучування батька Ллойда в анімаційному фільмі «Lego Фільм: Ніндзяго» та отримав роль  в екранізації трилера Тейта Тейлора «Дівчина у потягу», де Теру зіграв разом з такими кінозірками, як Гейлі Беннетт, Емілі Блант, Ребекка Фергюсон та Люк Еванс. Пізніше також зіграв у фантастичній стрічці Данкана Джонса «Німий». Наступного року він приєднався до акторського складу біографічної драматичної стрічки «За статевою ознакою»
У 2018 році Теру озвучив десептікона Дропкіка в науково-фантастичному бойовику «Бамблбі».

## Особисте життя
Теру зустрічався чотирнадцять років зі стилісткою Гейді Байвен.
Зі своєю дружиною Дженніфер Еністон актор познайомився на знімальному майданчику фільму «Грім у тропіках», для якого він написав сценарій. У 2010 вони зустрілись на зйомках комедійної стрічки «Оголена спокуса». У травні 2011 Еністон і Джастін з'явились разом на публіці. Наступного року він зробив акторці пропозицію, вона відповіла взаємністю. Пара побралася через три роки після заручин 5 серпня 2015. У лютому 2018 стало відомо, що Теру та Еністон розійшлися.

## Фільмографія

### Акторські роботи
| Рік       |    | Українська назва                          | Оригінальна назва                         | Роль                     |
| --------- | -- | ----------------------------------------- | ----------------------------------------- | ------------------------ |
| 1995      | с  | Нью-Йорк, Центральний парк                | Central Park West                         | Гери Ендрюс              |
| 1996      | ф  | Я стріляв у Енді Воргола                  | I Shot Andy Warhol                        | Марк                     |
| 1997      | ф  | Ромі та Мішель на зустрічі випускників    | Romy and Michele's High School Reunion    | Ковбой                   |
| 1997      | ф  | Кривава утопія                            | Below Utopia                              | Деніел Бекетт            |
| 1997      | ф  | Будинок мрії                              | Dream House                               | Марк Брукс               |
| 1998      | ф  | Жаби для змій                             | Frogs for Snakes                          | Флав Сантана             |
| 1998      | ф  | Жебрак                                    | Dead Broke                                | Джеймс                   |
| 1998      | с  | Поліцейські під прикриттям                | New York Undercover                       | Френкі Стоун             |
| 1998      | с  | Еллі Мак-Біл                              | Ally McBeal                               | Реймонд Браун            |
| 1998      | с  | Спін-Сіті                                 | Spin City                                 | Піт                      |
| 1998      | тф | Округ Бронкс                              | Bronx County                              |                          |
| 1998—1999 | с  | Секс і Місто                              | Sex & The City                            | Джаред / Вон Вайзел      |
| 1999      | тф | Грішники                                  | Sirens                                    | Девід Бонтемпо           |
| 2000      | ф  | Американський психопат                    | American Psycho                           | Тімоті Брайс             |
| 2000      | ф  | Клуб разбитих сердець: Романтична комедія | The Broken Hearts Club: A Romantic Comedy | Маршалл                  |
| 2000—2001 | с  | Східний парк                              | The District                              | Нік Пірс                 |
| 2001      | ф  | Малголленд Драйв                          | Mulholland Dr.                            | Адам Кешер               |
| 2001      | ф  | Сонна дівчина                             | The Sleepy Time Gal                       | хлопець Ребекки          |
| 2001      | ф  | Зразковий самець                          | Zoolander                                 | злий ді-джей             |
| 2002      | кф |                                           | Peel                                      | оповідач                 |
| 2003      | ф  | Ангели Чарлі: Тільки вперед               | Charlie's Angels: Full Throttle           | Шеймас О'Грейді          |
| 2003      | ф  | Дюплекс                                   | Duplex                                    | Куп                      |
| 2003      | с  | Шпигунка                                  | Alias                                     | Саймон Вокер             |
| 2003—2004 | с  | Клієнт завжди мертвий                     | Six Feet Under                            | Джо                      |
| 2003      | ф  | Хеппі Енд                                 | Nowhere to Go But Up                      | Джек                     |
| 2005      | ф  | Незнайомці з цукеркою                     | Strangers with Candy                      | Карло Гонклін            |
| 2005      | тф | Зізнання собаки                           | Confessions of a Dog                      |                          |
| 2005      | ф  | Бакстер                                   | The Baxter                                | Бредлі Лейк              |
| 2005      | ф  | Легенда про Люсі Кіз                      | The Legend of Lucy Keyes                  | Гай Кулі                 |
| 2006      | ф  | Повернення в Раджапур                     | Return to Rajapur                         | Джеремі Ріардон          |
| 2006      | ф  | Поліція Маямі                             | Miami Vice                                | детектив Ларрі Сіто      |
| 2006      | ф  | Внутрішня імперія                         | Inland Empire                             | Девон Берк / Біллі Сайд  |
| 2007      | ф  | Кохання зі словником                      | Broken English                            | Нік Гейбл                |
| 2007      | ф  | Десять заповідей                          | The Ten                                   | Ісус Христос             |
| 2008      | кф | Солдати невдачі: Дощ безумства            | Tropic Thunder: Rain of Madness           | Ян Юрген / оповідач      |
| 2008      | с  | Джон Адамс                                | John Adams                                | Джон Генкок              |
| 2010      | с  | Парки та зони відпочинку                  | Parks and Recreation                      | Джастін Андерсон         |
| 2010      | мф | Мегамозок                                 | Megamind                                  | батько Мегамозку         |
| 2011      | ф  | Хоробрі перцем                            | Your Highness                             | Лізар (чаклун)           |
| 2011      | тф |                                           | Documental                                | Ян Юрген                 |
| 2012      | ф  | Оголена спокуса                           | Wanderlust                                | Сет                      |
| 2014—2017 | с  | Залишені                                  | The Leftovers                             | Кевін Гарві              |
| 2016      | ф  | Дівчина у потягу                          | The Girl on the Train                     | Том                      |
| 2016      | ф  | Зразковий самець 2                        | Zoolander No. 2                           | злий ді-джей             |
| 2017      | ф  | Lego Фільм: Ніндзяго                      | The Lego Ninjago Movie                    | Лорд Гармадон            |
| 2017      | с  | Вдома з Емі Седаріс                       | At Home with Amy Sedaris                  | Гері Коммандер           |
| 2017      | ф  | Зоряні війни: Останні джедаї              | Star Wars: The Last Jedi                  | майстер (камео)          |
| 2018      | ф  | Шпигун, який мене кинув                   | The Spy Who Dumped Me                     | Дрю Тейер                |
| 2018      | с  | Маніяк                                    | Maniac                                    | д-р Джеймс Ментлрей      |
| 2018      | ф  | Німий                                     | Mute                                      | Дак Теддінгтон           |
| 2018      | ф  | За статевою ознакою                       | On the Basis of Sex                       | Мел Вульф                |
| 2018      | ф  | Бамблбі                                   | Bumblebee                                 | Дропкік                  |
| 2019      | ф  | Леді та Блудько                           | Lady and the Tramp                        | Блудько (озвучення)      |
| 2019      | ф  | Джокер                                    | Joker                                     | Ітан Чейз (камео)        |
| 2019      | мс | Рік та Морті                              | Rick and Morty                            | Майлз Найтлі (озвучення) |
| 2021      | ф  |                                           | Violet                                    |                          |
| 2021      | ф  |                                           | False Positive                            | Адріан Мартін            |
| 2023      | с  | Сантехніки Білого дому                    | The White House Plumbers                  | Гордон Лідді             |
| 2024      | ф  | Бітлджюс 2                                | Beetlejuice 2                             | Рорі                     |
| 2026      | ф  | Диявол носить «Прада» 2                   | The Devil Wears Prada 2                   |                          |

### Інші роботи
| Рік  | Назва українською  | Оригінальна назва | Сценарист | Продюсер | Режисер | Примітки            |
| ---- | ------------------ | ----------------- | --------- | -------- | ------- | ------------------- |
| 2007 | Посвята            | Dedication        | Ні        | Так      | Так     |                     |
| 2008 | Грім у тропіках    | Tropic Thunder    | Так       | Так      | Ні      | виконавчий продюсер |
| 2010 | Залізна людина 2   | Iron Man 2        | Так       | Ні       | Ні      |                     |
| 2011 |                    | Documental        | Так       | Ні       | Так     | телевізійний фільм  |
| 2012 | Рок на віки        | Rock of Ages      | Так       | Ні       | Ні      |                     |
| 2016 | Зразковий самець 2 | Zoolander 2       | Так       | Ні       | Ні      |                     |